# Спеніш (мис)
Спеніш-Поїнт (англ. Spanish Point) — мис на півострові Юкатан в Белізі і в акваторії Карибського моря.

## Географія
Мис Спеніш-Поїнт знаходиться в Карибському морі, зокрема в його затоці-бухті Четумаль на узбережжі Белізу, країни Латинської Америки. Ця частинка суходолу, адміністративно приналежна до округу Коросаль і розташована на його береговій лінії та є топографічним орієнтиром-координатою на сході країни.